# 덕혜옹주
덕혜옹주(德惠翁主, 1912년 5월 25일 ~ 1989년 4월 21일)는 조선의 제26대 왕이자 대한제국의 초대 황제였던 고종과 귀인 양씨 사이에서 태어난 고명딸이다. 황녀로서 덕혜라는 호를 하사받기 전까지 ‘복녕당 아기씨’로 불렸고, 1962년 ‘이덕혜’(李德惠)로 대한민국의 국적을 취득하였다. 일제강점기 경기도 경성부 덕수궁에서 태어나 경성일출공립심상소학교 재학 중에 일본의 강제적인 요구에 따라 유학을 명분으로 도쿄로 보내져 일본 황족들이 공부하는 학교인 여자 가쿠슈인에서 수학하였다. 1931년 옛 쓰시마 번주 가문의 당주이자 백작 소 다케유키와 정략 결혼을 하여 1932년 딸 소 마사에를 낳았다. 그러나 이즈음 조울증, 우울장애, 반복성 우울 장애와 더불어 정신장애인 조현병(정신분열증) 증세를 처음 보였으며, 결혼 이후 병세가 악화되었다. 1946년부터 마쓰자와 도립 정신병원에 입원하였고, 1955년 이혼하였다.
대한제국의 멸망 이후에 태어났으므로 엄밀히 황족은 아니며, 일본의 왕공족 신분이었다. 1962년 기자 김을한과 영친왕의 부인 이방자의 협조로 대한민국으로 영구 귀국하여 창덕궁 낙선재 내의 수강재에서 거주하다가 1989년 뇌졸중으로 사망하였다. 유해는 경기도 남양주시 금곡동의 홍유릉 부속림에 안장되었다.

## 생애

### 출생 및 유년 시절

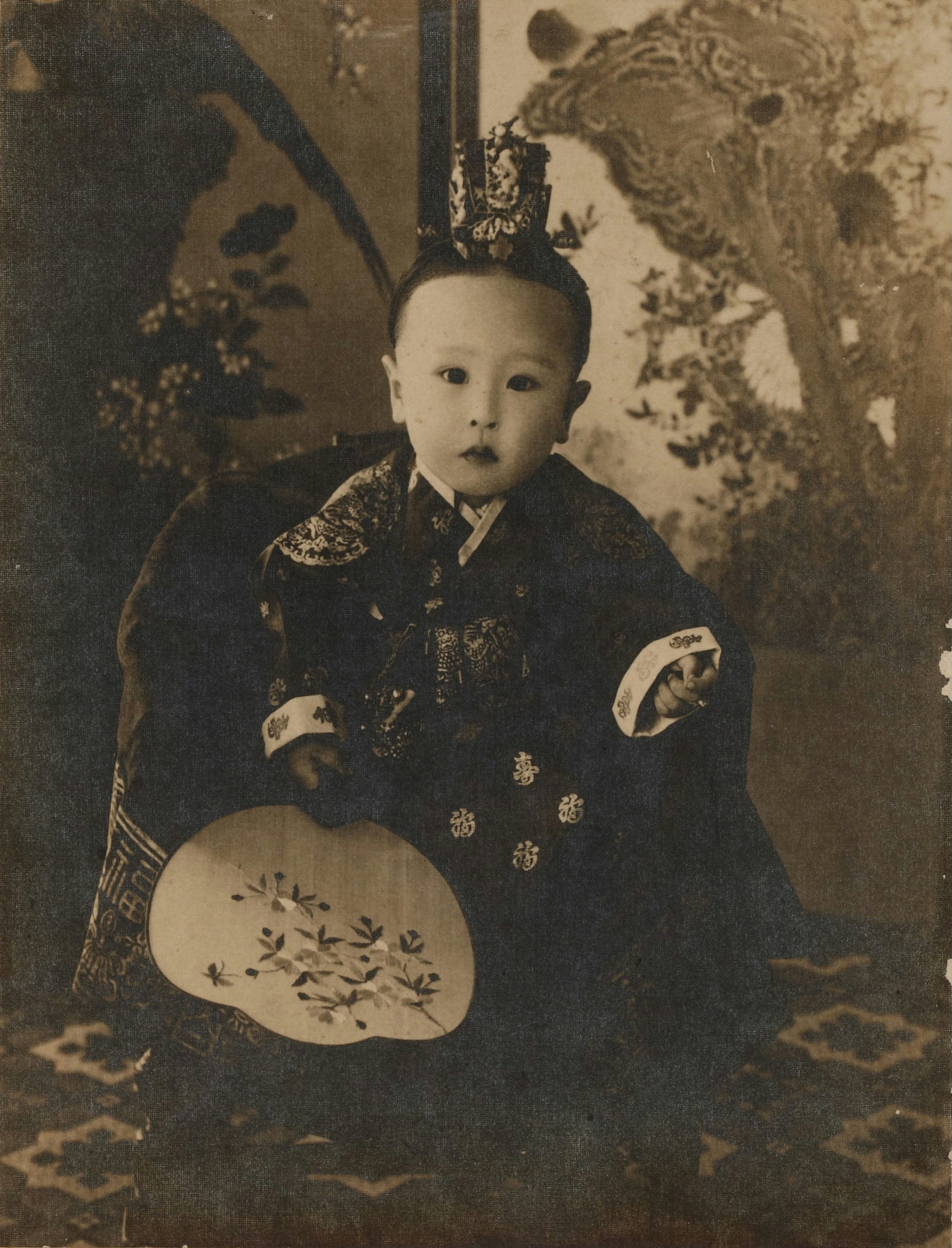
아기 덕혜옹주 (1913년)

덕혜옹주는 1912년 5월 25일에 일제강점기 경기도 경성부 덕수궁에서 고종과 귀인 양씨 사이의 딸로 태어났다.:254 출산과 동시에 궁녀였던 양씨는 ‘복녕’(福寧)이라는 당호를 하사받아 귀인으로 봉해졌으며, 덕혜옹주도 ‘복녕당 아기씨’(阿只氏)라고 불리게 되었다.:255 같은 해 7월 13일에 고종은 덕혜옹주를 복녕당에서 자신의 거처인 함녕전으로 데려 왔다. 고종은 총 9남 4녀의 자녀가 있었지만 3남 1녀만이 성년이 될 때까지 생존하여 덕혜옹주가 사실상 유일한 딸이 되었다. 그는 대한제국의 멸망 이후에 태어났으므로 정확히는 황족은 아니었으며, 일본의 왕공족 신분이었다.
1916년 4월 1일에 고종 태황제는 덕혜옹주를 위하여 덕수궁 안에 유치원을 설치하도록 명하였고:255, 쿄구치 사다코(京口貞子)와 장옥식(張玉植)을 보모로 촉탁하였다. 유치원은 준명당에 설치되었으며, 덕혜옹주는 귀족의 딸들 중 또래 7~8명과 함께 교육을 받았다.:255 1917년 6월 왕공족의 신분을 정식으로 인정받았다. 고종은 덕혜옹주가 영친왕 이은처럼 볼모로 일본에 보내지거나 일본인과 정략 결혼을 하게 될 것을 염려하여 시종 김황진(金璜鎭)의 조카 김장한(金章漢)과 비밀리에 약혼을 계획하였지만 일본의 방해로 실패하였다. 1919년 고종이 승하한 후에도 덕수궁에 머물다가 고종의 혼전이 창덕궁으로 옮겨지자 1920년 3월 15일 어머니인 양귀인과 함께 창덕궁 내 낙선재로 거처를 옮겼다.:255

### 학창 시절

#### 경성일출공립심상소학교
1920년 4월 1일부터 궁 내에서 심상소학교 1학년 과정을 3인의 학우들과 같이 교육 받다가 1921년 4월 1일 경성에 머문 일본인을 수용하기 위해 설립된 경성일출공립심상소학교 2학년으로 입학하였다.:255:69 일출심상소학교에서는 일본복식을 입어야 한다는 규정이 있었으므로 통학할 때에는 일본 복식을 갖추어 입었는데, 옹주는 주로 몬쓰키와 하카마를 착용하였다. 학교의 수업은 일본어로 진행되었고, 그녀는 유학 이전에 이미 일본어를 능숙하게 구사하였다.:70 1921년 5월 4일에 ‘덕혜’라는 호를 정식으로 하사받았으며, 일본 궁내성에 상신을 거쳐 옹주의 존칭을 이때부터 사용하게 되었다. 당시 함께 재학중이던 급우의 회고록에 따르면, 옹주는 왕족다운 기품을 갖추고, 키가 크고 얼굴이 희었으며, 머리는 한가운데를 반으로 나누어 뒤에서 양쪽으로 길게 땋아 얌전하게 늘이고, 일본 옷에 하카마를 입고 학교를 다녔다고 한다. 또한 상궁이 항상 마차를 같이 타고 와 수업 중 교실 뒤에 서서 지켜보고 있었다고 한다.:256 당시 옹주의 또다른 학우는 “옹주가 공부를 잘 하였으며, 특히 습자에 능하였다”고 회상하고 있다.:260 옹주는 동요를 짓는데에도 능하였는데, 일출 심상소학교 재학 시절 지은 동요 한 편의 가사는 다음과 같다.:257
| 비행기 (한국어 번역) | 飛行機 (현대 일본어) |
| --- | --- |
| 남쪽 하늘에서 날아온 커다란 날개 단 비행기가 삐라를 잔뜩 뿌리고 있다 금색 삐라 은색 삐라 나는 그 삐라가 갖고 싶은데 바람의 신이 데리고 간다 어디로 가는지 보고 있자니 솔개가 있는 데에서 놀고 있다 | 南の空から飛んできた 大きなおはねの飛行機が たくさんビラをまいている ビラは金ビラ銀ビラ わたしはそれがほしいけれど 風の神様つれてゆく どこへ行くかと見ていれば とんびの所で遊んでいる |

#### 여자 가쿠슈인
1925년 정월에 이왕직 차관 고쿠분 쇼타로(國分象太郞)는 순종에게 덕혜옹주의 일본 유학이 결정되었음을 통고하였다. 같은 해 3월 28일에 경성을 출발하여 3월 30일 도쿄에 도착하였고,
4월 14일에 여자 가쿠슈인(女子学習院) 중등과 2학년에 입학하였다.
1926년 3월 3일 덕혜옹주는 영친왕 내외와 같이 귀국하여 순종을 알현하였다가 3월 11일 도쿄로 돌아갔다. 하지만 순종의 병세가 심각하다는 소식을 전달 받고 영친왕 내외와 4월 8일 다시 경성으로 돌아왔다. 순종은 4월 25일 승하하였고, 덕혜옹주는 순종의 인산에 참석하지 못한 채 5월 10일 도쿄로 돌아갔다.
1929년 5월 30일 어머니 귀인 양씨가 사망하자 6월 2일 귀국하지만 귀인 양씨가 《왕공가궤범》에 따라 귀족에 포함되지 않으므로 왕공족인 덕혜옹주가 복상을 할 수 없다는 이유로 복상하지 못하였다. 6월 9일 일본으로 돌아갔다. 이후 옹주는 1930년 봄 무렵 신경쇠약 증세를 보이기 시작하여 등교를 거부하고, 심한 불면증 증세를 겪어 영친왕 저택과 별장에서 요양을 하였으나 결국 9월 정신장애인 조현병 진단을 받게 되었다.:264 1931년 증세는 호전되었고, 같은 해 3월 27일 여자 가쿠슈인 본과를 졸업하였다.

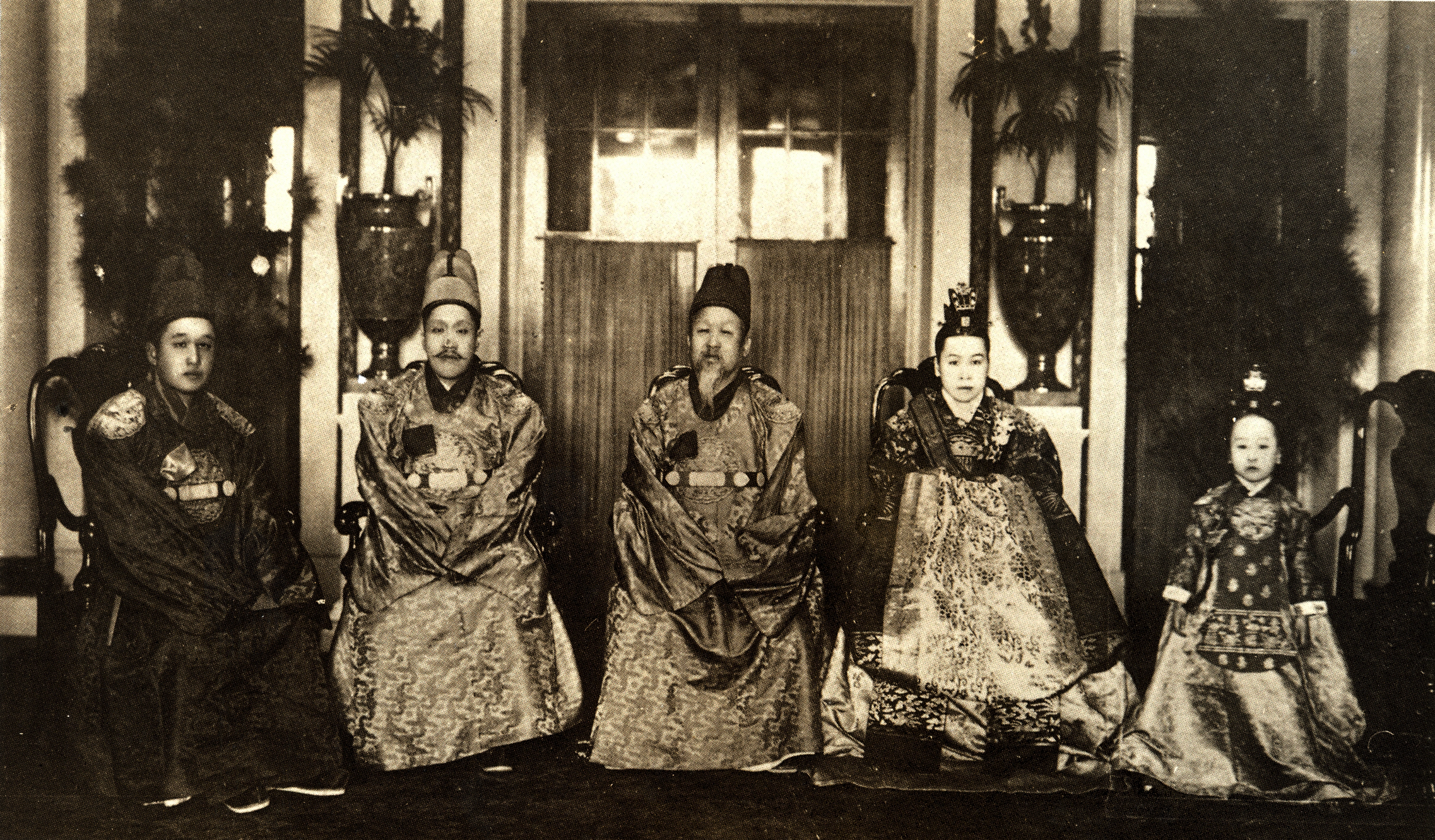
덕수궁 석조전에서 (1918년)
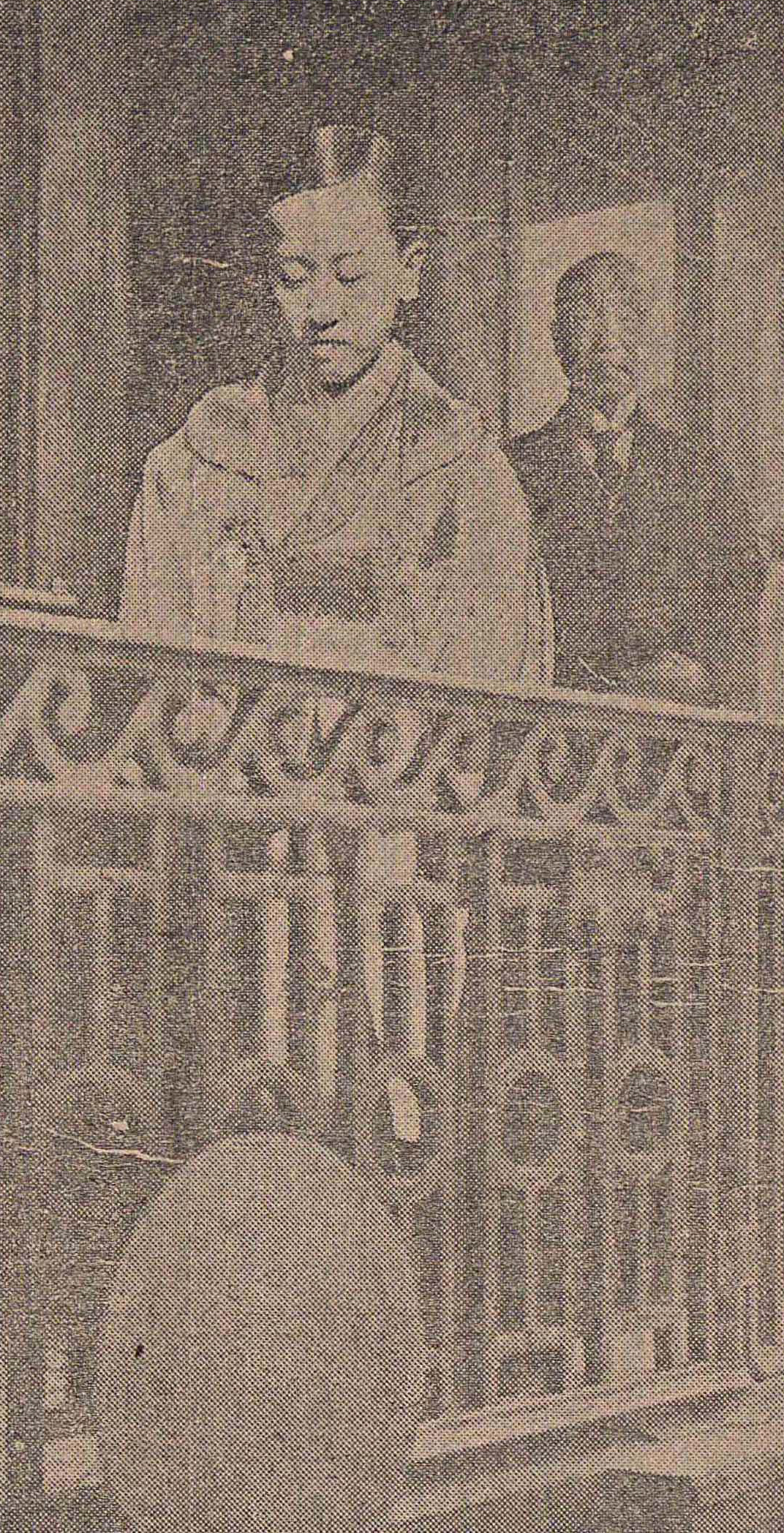
일본으로 떠나기 전 모습 (1925년)
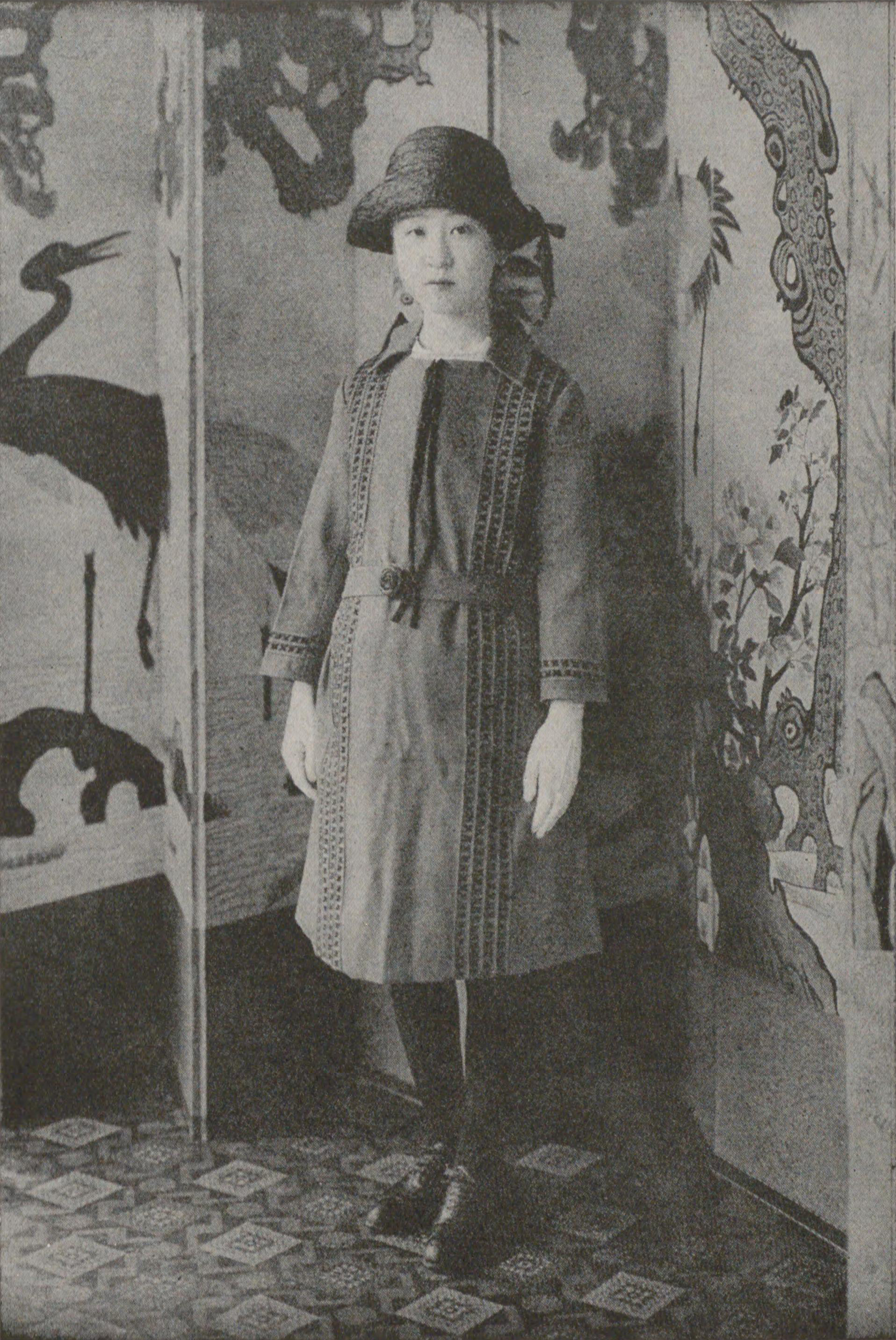
양장을 착용한 모습 (1925년)
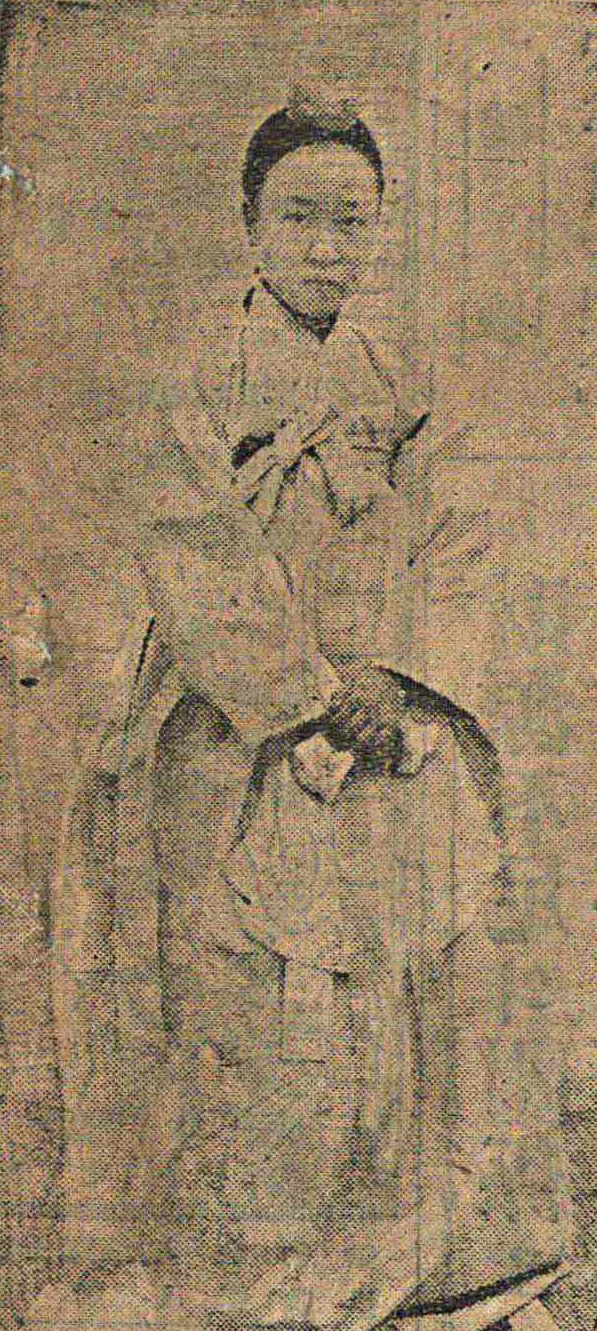
귀인 양씨의 장례식에서 (1929년)

### 결혼 생활

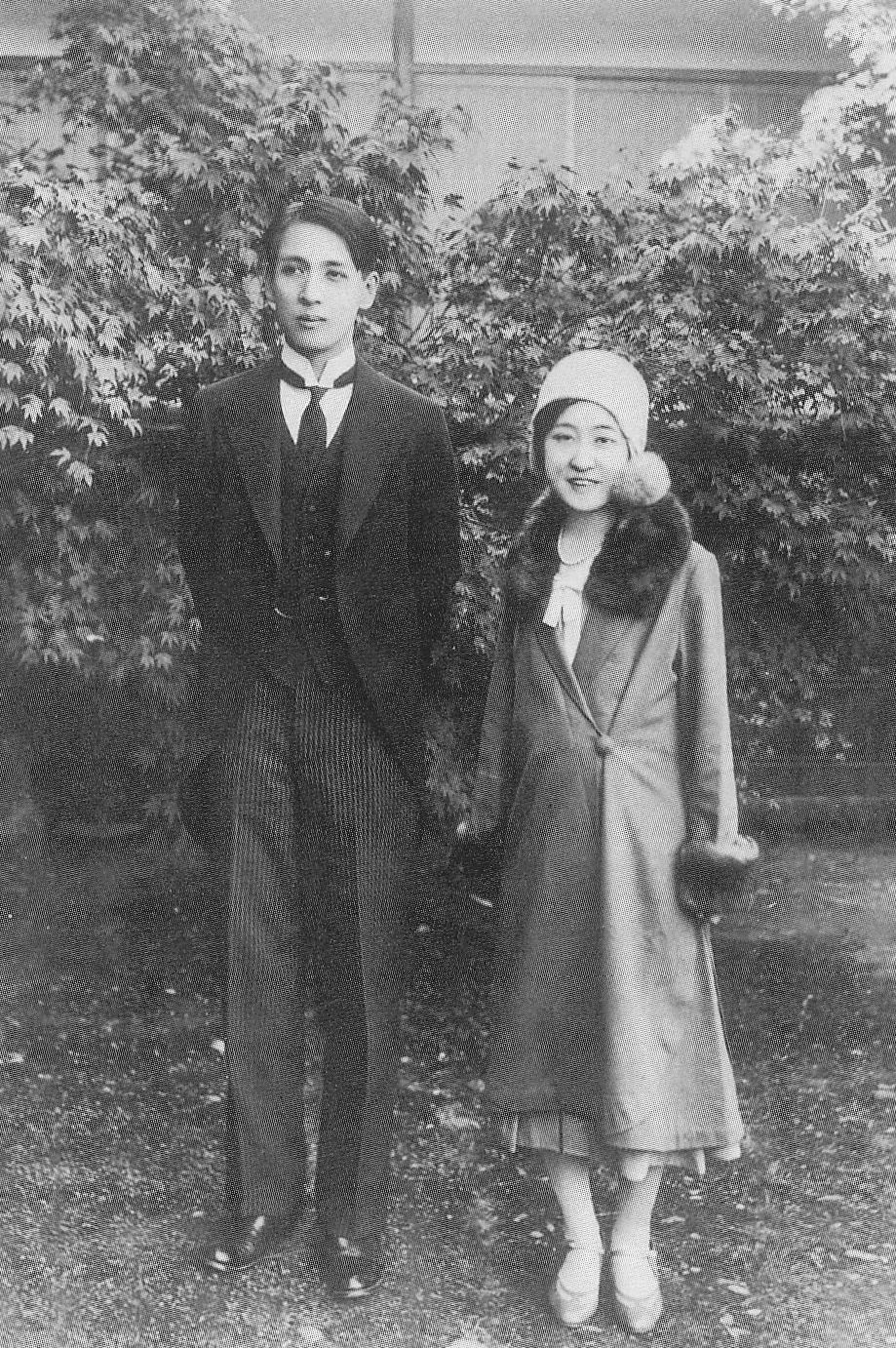
소 다케유키와 덕혜옹주
(1931년)

덕혜옹주의 결혼 전에 배우자가 일본 황족과 조선귀족 중에서 선택될 것이라는 혼약설이 있었지만:79 1930년 10월 소 다케유키와의 결혼이 결정되었다. 소는 옛 쓰시마번주 소 요시아키라(宗義達)의 양자로 들어가 백작의 지위를 계승한 화족으로 혼인이 결정될 무렵 도쿄 제국대학 영문과 3학년에 재학 중이었다. 왕공족의 혼사는 칙허를 받아야 한다는 《왕공가궤범》 제119조에 따라 1931년 4월 14일 덕혜옹주의 결혼을 인정하는 쇼와 천황의 칙허가 내려졌고, 같은 해 5월 8일 도쿄에서 결혼식이 순일본식으로 거행되었다. 옹주의 혼인에 관한 유언비어가 돌고 그녀의 혼인이 확정되자 옹주의 신하와 옛 친척들은 많은 반대를 보였다.:82 옹주는 결혼 당초부터 거의 완전한 실어증 증상을 보였으며, 그녀의 조현병은 상당히 진행되어 있었다. 당시의 모습을 본 이에 따르면, 전혀 말을 하지 않고 고개만 숙이고 있을 뿐, 계속 소리내어 실소하는 병적인 모습을 보였다고 한다.:34 이후 옹주는 1932년 8월 14일에는 딸 소 마사에(宗正惠)를 낳았다.:264
출산 이후 조현병(정신병)이 더욱 악화되어 1946년부터 마쓰자와 도립 정신병원에 입원하였다.:264 입원이 장기간 지속되자 소는 1955년 영친왕 부부와 협의 후에 덕혜옹주와 이혼하였고, 덕혜옹주는 호적에 어머니의 성씨인 양(梁)과 봉호(封號)인 덕혜를 조합한 ‘양덕혜’(梁德惠)로 일가를 창립하였다.:264:354 이혼 후에 소는 혼례품 및 덕혜옹주와 딸 마사에의 한복과 생활용품을 돌려보냈고, 영친왕 부부는 1956년 이 물품을 일본 문화학원의 전신인 문화여자단기대학의 학장 도쿠가와 요시치카 전 후작에게 기증하였다.:355 1947년 10월 신적강하로 평민이 되면서 자금 지원은 중단되어 생계와 치료에 곤란을 겪게 되었으며 덕혜옹주의 입원비는 영친왕이 부담하였다. 1956년 8월 26일 딸 마사에가 산에서 자살하겠다는 유서를 남기고 실종되었다.:264:357

### 귀국
서울신문 도쿄 특파원 등으로 활동한 김을한 기자는 덕혜옹주의 귀국을 추진하였고, 1961년 11월 12일 미국을 방문하던 도중 일본 도쿄에 들렀던 국가재건최고회의 의장 박정희가 영친왕비 이방자 여사를 만나 영친왕과 덕혜옹주의 귀국에 대한 협조를 약속하였다.:137
옹주는 입원한 1946년 이래 15년 가까이 마쓰자와 병원에서 지내다가 1962년 1월 26일 38년간의 일본 생활을 끝내고 대한민국으로 영구 귀국하였다.:264 귀국 당일 김포공항에 유치원하고 소학교 동창 민용아(閔龍兒)와 당시 72세의 유모 변복동(卞福童)이 마중을 나왔고, 창덕궁 낙선재에 들러 순정효황후 윤씨를 만난 후에 서울대학교병원에 입원하였다.

### 대한민국 국적 회복
같은 해 2월 8일 ‘이덕혜’로 대한민국 국적을 회복하였고, 같은 해 3월 28일 최고회의 상임위원회는 덕혜옹주에게 생계비를 지급하기 위하여 〈구황실재산법〉 개정법률안을 통과시켰다. 1967년 5월 4일 병세가 안정되어 병원에서 퇴원하였고, 이후 1968년 가을 창덕궁 낙선재 내의 수강재로 옮겨 기거하였다.:264

### 소 다케유키의 낙선재 방문
옹주가 환국하고 나서 10여 년이 지나 덕혜옹주의 전 남편 소 다케유키가 창덕궁 낙선재를 방문하였다. 
지배인 이공재에게 전 부인을 만나게 해달라고 간청을 했지만 그는 "고종의 딸하고 원치도 않는 정략결혼(가장이나 친권자가 자신의 이익이나 목적을 꾀하기 위하여 당사자의 의사하고는 상관없이 무리수를 써서 시키는 결혼)을 강행하고, 끝내 정신병원에 집어넣고 이혼했다는 그를 도저히 용서할 수 없다. 
지배인 이 씨는 만나봤자 할 얘기도 없고, 꼭 만나야 할 이유도 없다. 당신을 만나게 된다면 오히려 옛 생각이 나서 병세가 더 악화될 것이다. 그러니까 당신 같은 사람한테는 면회를 절대 허용치 않으니까 그냥 돌아가시오." 하고 매몰차게 거절해 버렸다.
1970년 10월 29일 자궁에 생긴 용종 제거 수술을 받기 위해서 서울대학교병원에 입원하였고, 1983년 5월 24일에 노환으로 한강성심병원에 입원하였다.
1989년 4월 21일 오전 11시 40분경에 창덕궁 수강재에서 향년 77세를 일기로 영면하였다.

### 영결식
4월 25일 창덕궁 수강재(壽康齋)에서 장조카이자 둘째 오빠 의친왕의 종손인 이준 황손이 상주가 되어 영결식을 치뤘고 유해는 경기도 남양주시 금곡동의 홍유릉 부속림에 안장되어, 망국의 한을 품은 채, 비운속에서 삶을 살다 역사속으로 사라지게 되었다.

### 사후
덕혜옹주의 불행한 삶이 알려지면서 1996년 MBC 광복절 특집 드라마 《마지막 황녀 덕혜》 등에서 남편 소는 꼽추나 포악한 인물로 묘사되거나 지참금을 노리고 결혼했다는 낭설이 유포되기도 하였다. 하지만 소가 쓴 시집 중 옹주를 대상으로 쓴 작품 등에서는 그녀를 '사랑하는 아내'로 묘사하고 있고, 그의 저금액 등을 살펴 보아도 생활에 곤궁할 정도는 아니었기에 실제로는 아내를 고귀한 존재로 살피고 있었음을 엿볼 수 있다. 또한 한국에서 많은 비판을 받았지만 그의 생애동안 한국에 대한 비판이나 나쁜 말은 남기지 않았다.:35
옹주가 사용했던 유물은 한국과 일본에도 그리 많은 양은 남아있지 않으나, 유물이 소재한 몇몇의 위치를 살펴보자면 다음과 같다. 먼저 도쿄문화학원에는 조선 왕가로부터 기증 받은 옹주의 유물이 남아있는데, 그녀가 입었던 당의나 그녀의 딸 마사에가 사용한 유아복과 나막신 등이 소장되어 있다.:53 이중 복식 7점(당의, 홍색 스란치마, 치마, 송화색 숙고사 반회장저고리, 진분홍 저고리, 풍차바지, 단속곳)이 초전섬유퀼트박물관 관장의 오랜 설득 끝에 2015년 6월 24일 대한민국에 반환되어 국립고궁박물관에 보관되었다. 규슈 국립박물관에는 소 백작가에서 기증받은 유물이 남아있는데, 옹주가 사용한 식기, 옷감, 회화 등이 전시되어 있다.:54

## 가계
- 양시부 : 소 시게모치(宗重望) - 소 가문 36대 당주, 소 백작가 2대 당주, 시사촌이자 다케유키의 양부
- 친시부 : 구로다 요리유키
- 친시모 : 구로다 레이코(黒田鏻子) - 가즈사 구루리번주 구로다 나오야스의 딸
  - 남편 : 소 다케유키 - 소 가문 37대 당주, 소 백작가 3대 당주, 사촌형 시게모치의 양자로 입적
    - 장녀 : 소 마사에
    - 사위 : 소 노보루

## 덕혜옹주가 등장한 작품

### 연극
- 연극 《덕혜옹주》 (예술의 전당, 1995년 5월 3일 ~ 6월 4일)
- 공연 《덕혜옹주》 (창작뮤지컬, 2013년)

### 텔레비전 프로그램
- 8.15 특집드라마 《왕조의 세월》 (KBS1, 1990년 8월 15일) - 이주경 주연
- 광복절 특집극 《덕혜》 (MBC, 1996년 8월 15일) - 이혜숙 주연
- 선을 넘는 녀석들

### 도서
- 평전 《덕혜옹주》 (혼마 야스코 저, 이훈 역, 역사공간, 2008년)
- 소설 《덕혜옹주》 (권비영 저, 다산책방, 2009년):[59]

### 가요
- 대중가요 《덕혜옹주》 (남호심, 1963년)

### 영화
- 영화 《덕혜옹주》 (2016년, 배우:손예진 (아역:신린아, 김소현))

### 기타
- 크로스오버 《덕혜옹주》, 허진설, 2010년

## 같이 보기
- 한국의 역사

## 참고 자료
단행본
- 정범준 (2006). 《제국의 후예들》. 황소자리. ISBN 89-91508-18-9.

논문
- 권숙인 (2010년 2월). “히노데소학교의 덕혜옹주 - 기억의 파편에 조우하며”. 《일본비평》 (서울대학교 일본연구소) (2): 252~266쪽.
- 橫田素子 (2011년 10월). “덕혜옹주의 유학과 결혼”. 《아시아민족조형학회 출판기념 국제학술세미나》: 64~82쪽.
- 本馬恭子 (2011년 10월). “德惠翁主의 일생”. 《아시아민족조형학회 출판기념 국제학술세미나》: 30~37쪽.
- 朴允美 (2011년 10월). “日本 所在 德惠翁主 遺物”. 《아시아민족조형학회 출판기념 국제학술세미나》: 52~55쪽.

웹
- 순종실록부록. “덕혜옹주 관련 기록”. 국사편찬위원회.
- 박윤미 (2012년 12월 7일). “조선의 마지막 왕녀 덕혜옹주의 패션”. 《네이버캐스트》. 문화재청헤리티지채널. 2015년 8월 14일에 확인함.